# Anomalencyrtus
Anomalencyrtus is een geslacht van vliesvleugeligen uit de familie Encyrtidae. De wetenschappelijke naam van dit geslacht is voor het eerst geldig gepubliceerd in 1980 door Hayat & Verma.

## Soorten
Het geslacht Anomalencyrtus omvat de volgende soorten:
- Anomalencyrtus longicornis Hayat & Verma, 1980
- Anomalencyrtus paeones Noyes & Hayat, 1994